# Antrodoco
Antrodoco ist eine Gemeinde in der Provinz Rieti in der italienischen Region Latium mit 2292 Einwohnern (Stand 31. Dezember 2023). Sie liegt 97 km nordöstlich von Rom und 23 km östlich von Rieti.

## Geographie
Antrodoco liegt im Tal des Velino, an der Stelle, an der der Fluss die eindrucksvollen Gole del Velino (Schluchten des Velino) verlässt. Es ist Mitglied der Comunità Montana del Velino.

## Verkehr
Antrodoco liegt an der Via Salaria (SS 4), die von Rom an die Adria führt. In der Stadt zweigt die Via Sabina (SS 17) ab, die nach L’Aquila und weiter nach Foggia führt.
Die Stadt liegt außerdem an der Bahnstrecke Terni – Sulmona.

## Geschichte
Antrodoco geht auf die antike Siedlung Interocrium (in Sabinischer Sprache Dorf zwischen den Bergen) zurück. Sie war ein wichtiger Knotenpunkt an der Via Salaria. Römische Inschriften, die heute in der Kirche Santa Maria Extra Moenia eingemauert sind, weisen auf Interocrium hin und dokumentieren seine Zugehörigkeit zum Stimmbezirk der Tribus Quirina innerhalb der römischen Volksversammlung. Eine Siedlung der Langobarden, ein Zankapfel zwischen Kaiser Friedrich II. und den Titularherzögen von Urslingen und ein Besitztum der Anjou war Antrodoco im frühen und hohen Mittelalter. In späterer Zeit fanden in der Umgebung mehrere Gefechte statt: 1494 widersetzten sich die Einwohner den Truppen von König Karl VIII. von Frankreich, wonach 1529 Fürst Philibert von Orange die Siedlung den Savelli übertrug, denen Colonna, Bandinini und Guinigi folgten. 1799 schlugen die Anwohner französische Revolutionstruppen zurück. Im Jahre 1821 konnte ein österreichisches Heer unter dem Befehl des Generals Johann Philipp von Frimont, Graf von Palota, die neapolitanischen Revolutionstruppen des Generals Guglielmo Pepe besiegen: Der Kommandeur wurde daraufhin vom König Ferdinand I. Beider Sizilien zum Fürsten von Antrodoco ernannt. Später folgte die Kleinstadt dem Schicksal Süditaliens.

## Bevölkerungsentwicklung
| Jahr      | 1861 | 1881 | 1901 | 1921 | 1936 | 1951 | 1971 | 1991 | 2001 | 2016 |
| --------- | ---- | ---- | ---- | ---- | ---- | ---- | ---- | ---- | ---- | ---- |
| Einwohner | 3687 | 4100 | 4622 | 5076 | 4912 | 4165 | 3230 | 3011 | 2845 | 2570 |

## Politik
Alberto Guerrieri wurde am 11. Juni 2017 zum Bürgermeister gewählt.

## Sehenswürdigkeiten
Die Kirche Santa Maria Extra Moenia vor den Mauern im Südwesten Antrodocos geht bis auf das 5. Jahrhundert zurück. Sie und vor allem das im 9. Jahrhundert eigens erbaute Baptisterium enthalten bedeutende Fresken aus dem 15. Jahrhundert, welche Heilige und ein Weltengericht in der Kirchenapsis darstellen. Baulich interessant sind der hohe Glockenturm mit seinen drei Obergeschossen, die unterschiedliche Fenster besitzen, und das mit ansehnlichen Zierformen ausgestattete Kirchenportal.
1939 errichteten italienische Faschisten auf dem Berg Monte Giano einen Wald in der Form des Wortes DUX, eine Hommage an den „Duce“ Benito Mussolini. Im August 2017 brannte der Wald aus 20.000 Pinien teilweise ab.

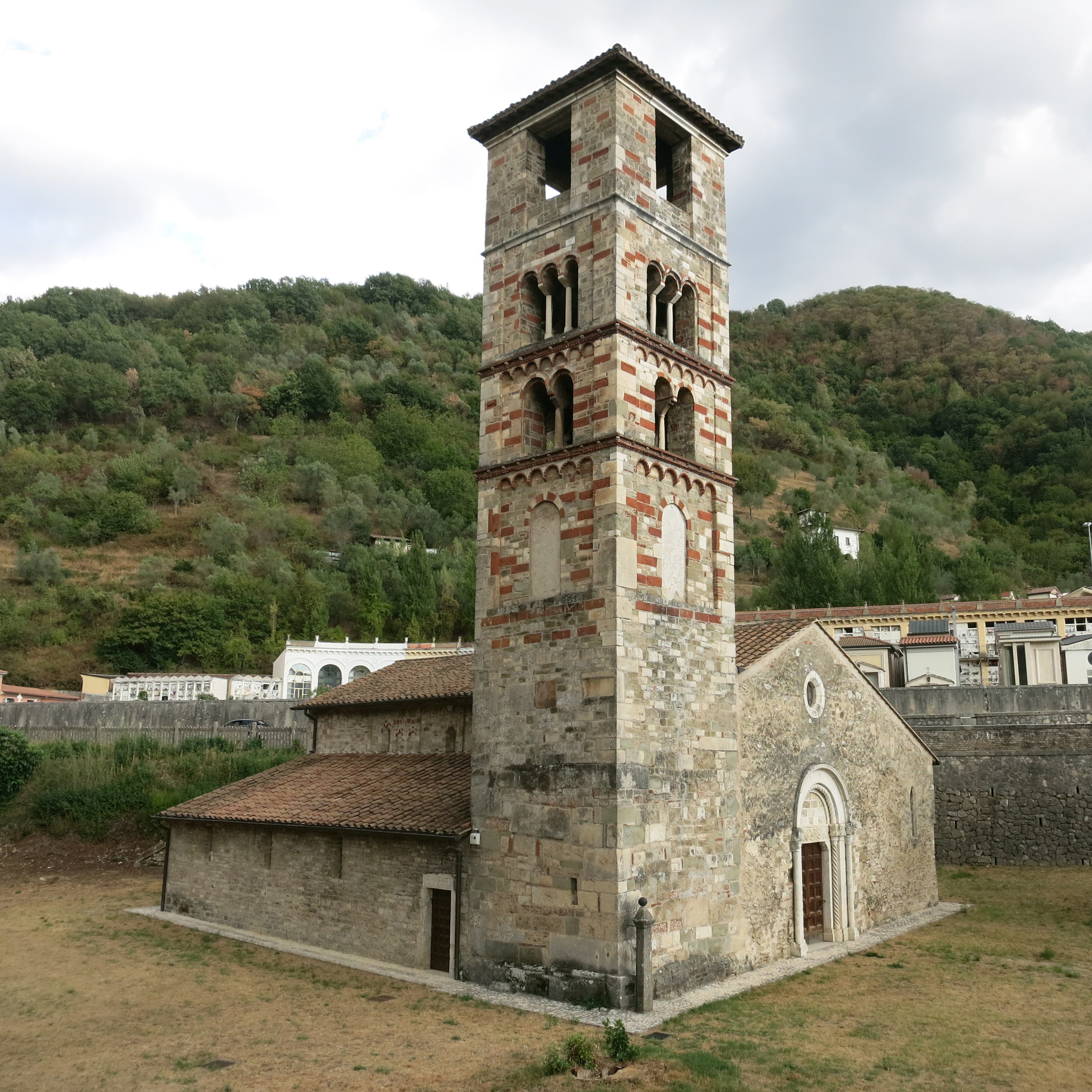
Santa Maria Extra Moenia
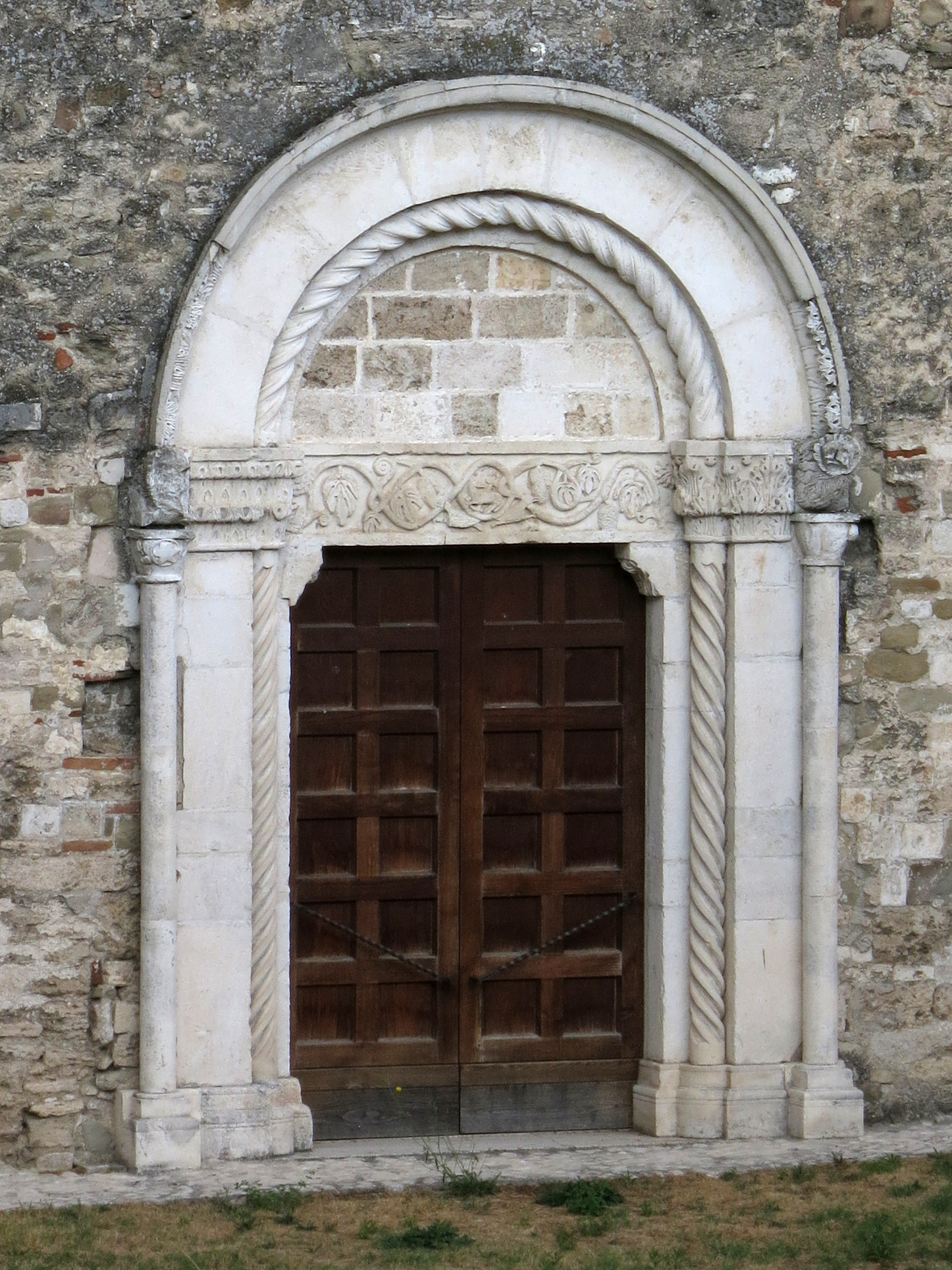
Kirchenportal
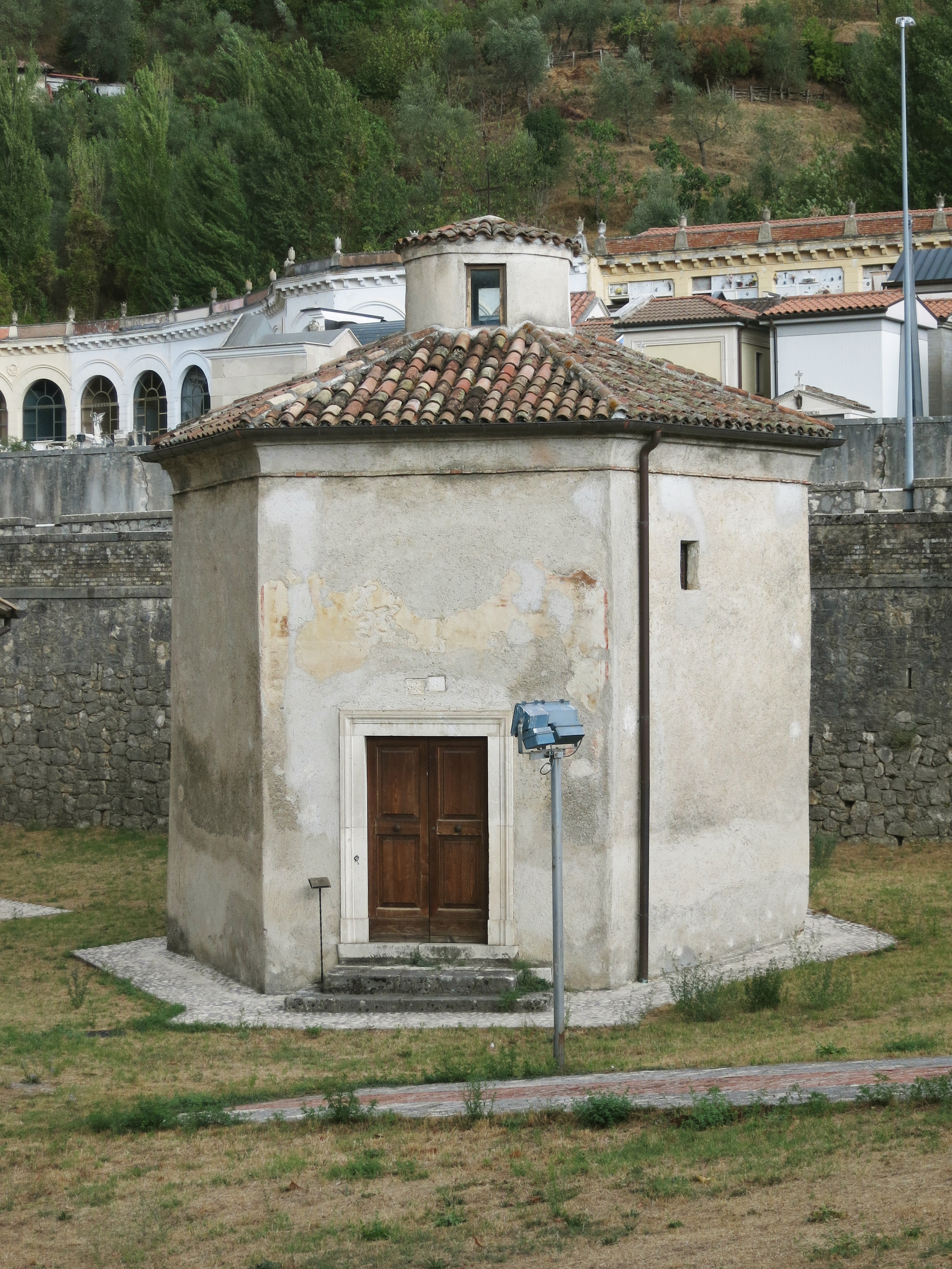
Baptisterium
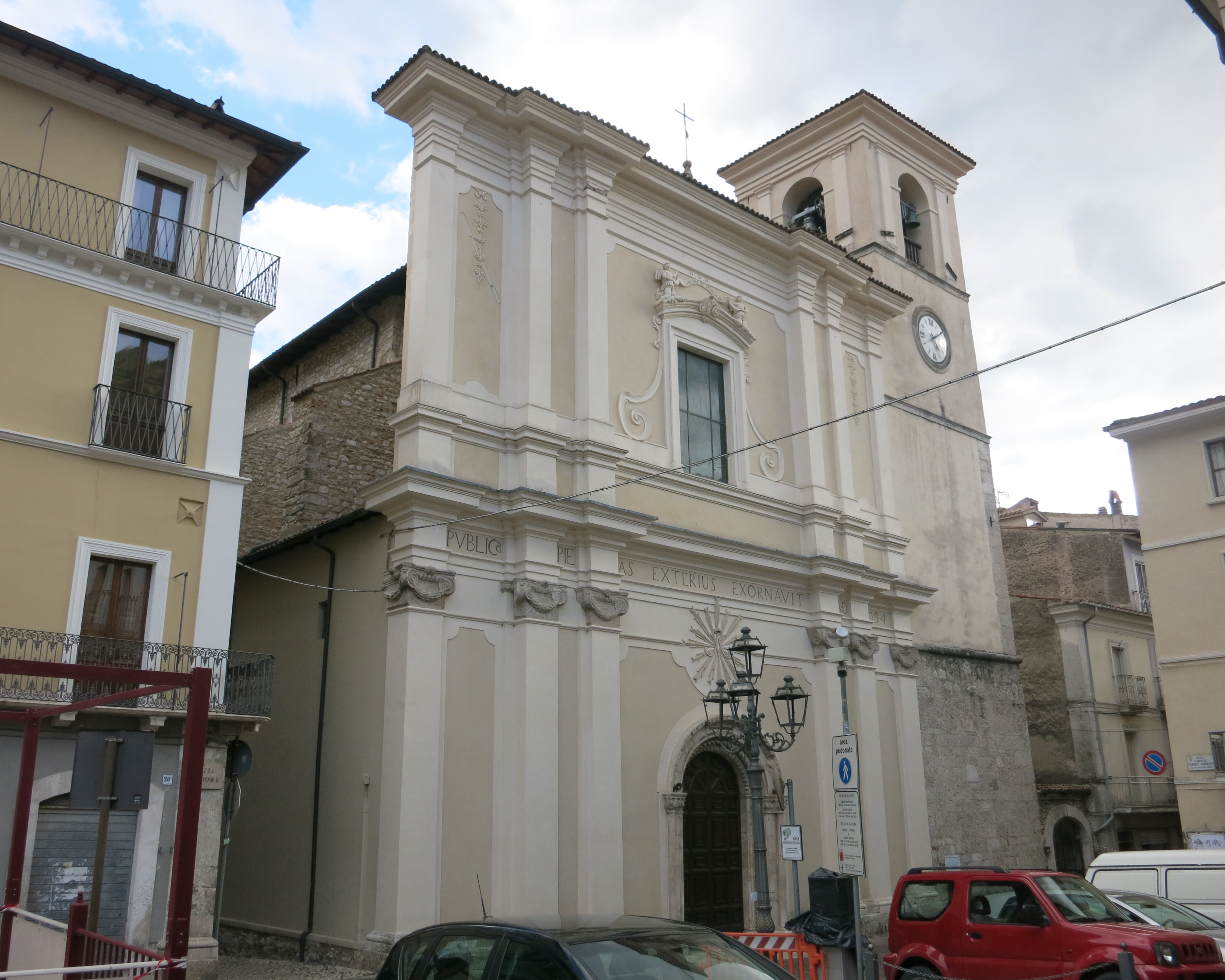
Der Dom Santa Maria Assunta
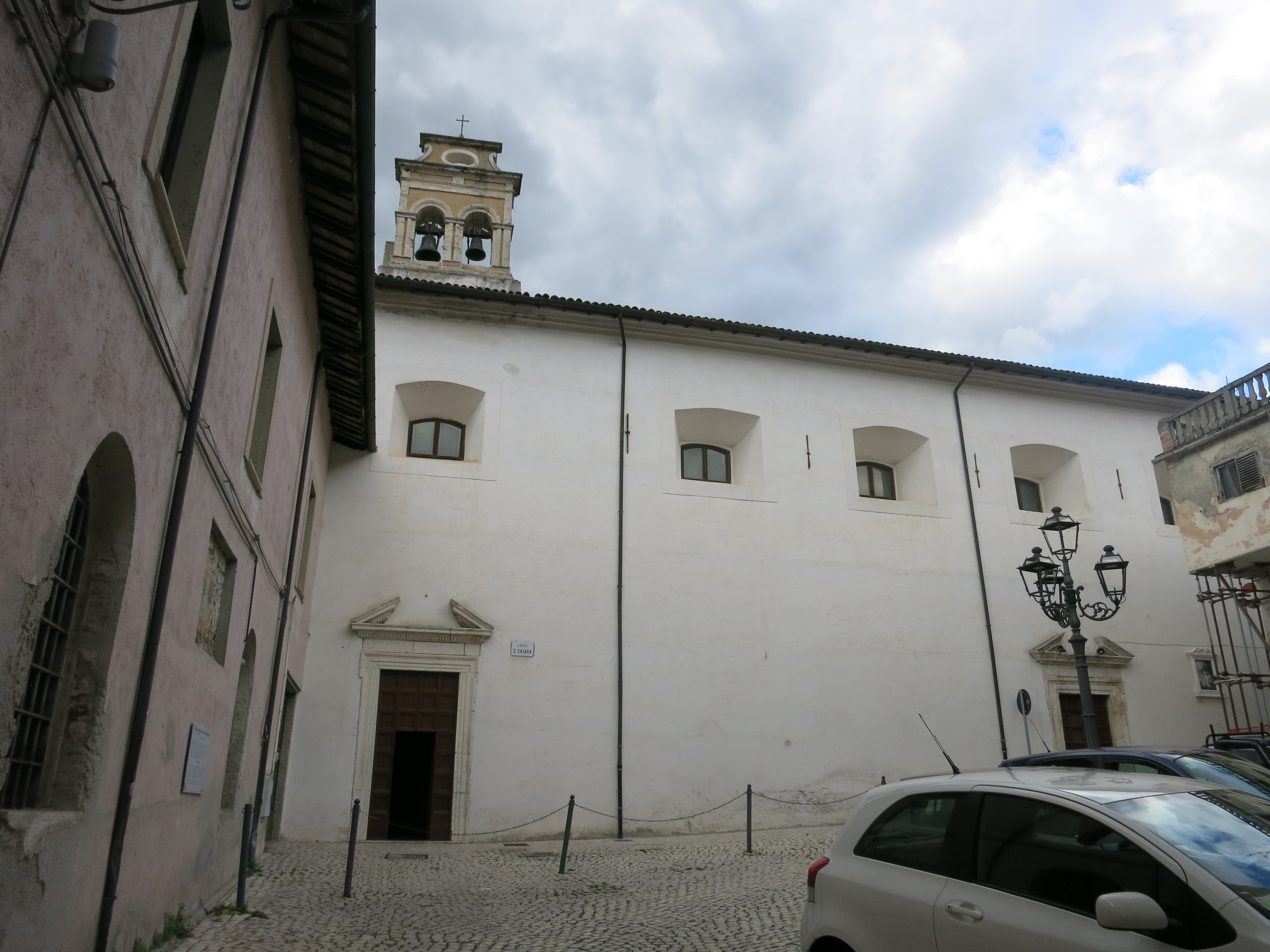
Die Kirche Santa Chiara
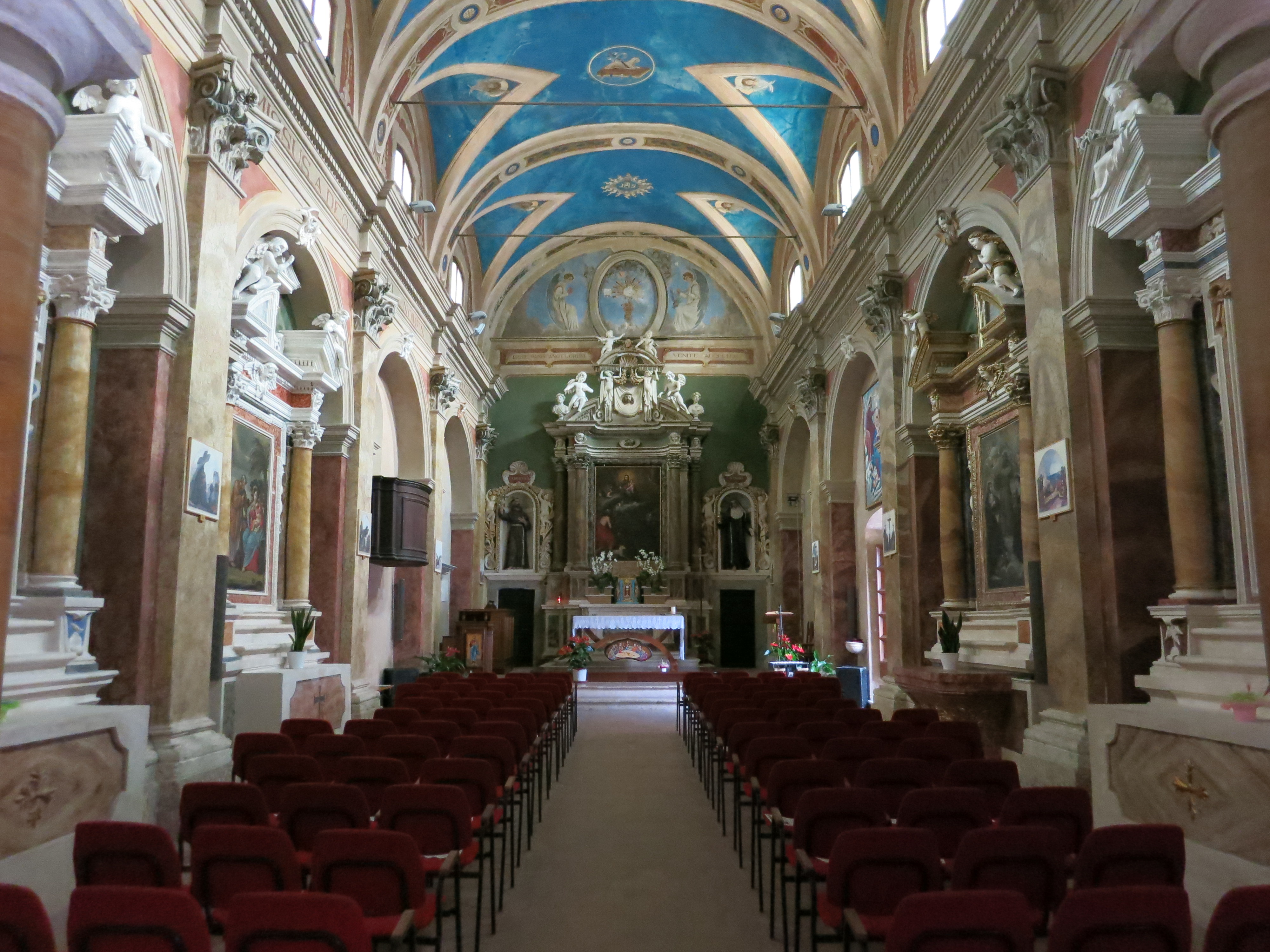
Inneres der Kirche S. Chiara
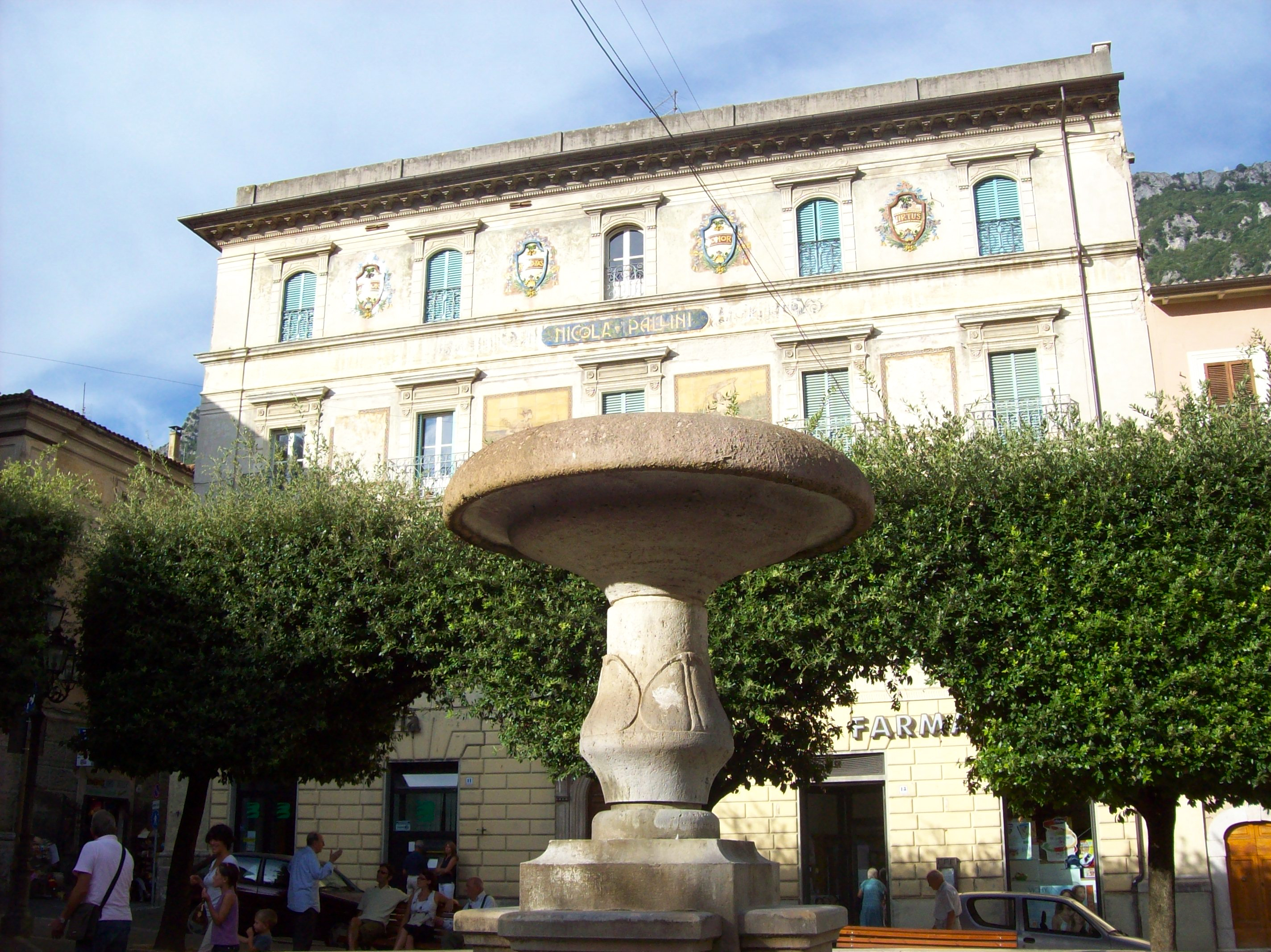
Palazzo Pallini

## Söhne und Töchter des Ortes
- Pietro Fumasoni Biondi (1872–1960), Kurienkardinal
- Federico Kardinal Tedeschini (1873–1959), Kurienkardinal